# ЕСУ ТЗ
«ЕСУ ТЗ» (или АСУ ТЗ) — единая система управления тактического звена для реализации концепции «сетецентрической войны», технологически разрабатываемая концерном Созвездие.
Предназначена для комплексного управления войсками с использованием систем навигации, а также спутниковых и беспилотных средств наблюдения. Каждая единица техники, будь то командно-штабная машина командира бригады или БТР командира отделения, оснащена программно-техническим комплексом — бортовым компьютером, позволяющим получать и отдавать боевые распоряжения, определять координаты своего местоположения и выводить на экран ноутбука электронную карту с боевой обстановкой
Сообщается, что ЕСУ ТЗ, как и её аналог Future Combat Systems, кроме оборудования связи и навигации, представляют собой одни из крупнейших компьютерных программ, когда-либо созданных человечеством и крупнейшими в военной технике. Поскольку системы являются аналогами, то можно утверждать, что ЕСУ ТЗ также, вероятно, имеет свыше 50 миллионов строк программного кода, что делает создание такой системы сложнее написания Microsoft Windows по объёму труда программистов. Такой огромный объём кода связан с необходимостью управления большим количеством разнородной техники. Из-за невероятной сложности программной реализации ЕСУ ТЗ и Future Combat Systems многократно срывали сроки ввода в эксплуатацию и в конце концов проект Future Combat Systems был прекращён, несмотря на расходы 18 миллиардов долларов,, большая часть которых пришлась именно на программирование военных устройств. ЕСУ ТЗ, несмотря на задержки, внедряется Минобороны России и, вероятно, будет являться самым крупным в мире программным военным комплексом.

## Сценарий сетецентрической войны и роль интеграции боевых машин за счёт ЕСУ ТЗ в ней

### Раздельность средств разведки целей и их поражения
В концепции сетецентрической войны обнаружение целей и их уничтожение обычно ведутся разными боевыми машинами. Это принципиально меняет картину боя относительно традиционного и приводит к появлению машин разведки и целеуказания нового класса, таких, как Армата Т-14, которые способны за счёт ближнего импульсно-доплеровского АФАР-радара обнаруживать десятки наземных и воздушных целей.

### Автоматическая балансировка нагрузки по уничтожению целей с учётом занятости текущим огнём боевых машин
Чрезвычайно важным аспектом является возможность ЕСУ ТЗ балансировать загрузку целями боевые машины через оптимальное распределение «заявок» на уничтожение целей поступающих от средств разведки целей. Перегруженным боевыми задачами машинам не отдаётся новых приказов, а простаивающим средствам огневого поражения отдаются приказы на ведение огня или выдвижения на позицию для этого. Поэтому тем же числом боевых машин обеспечивается намного большая огневая мощь за счёт оптимального распределения производительности пуска средств поражения между боевыми машинами.

### Интеграция с ПВО
В сетецентрическом сценарии резко возрастает защита средств ПВО от подавления её, так как самый уязвимый и видимый компонент — работающая РЛС, — перестаёт быть критическим. На поле боя появляются сотни АФАР-радаров среднего радиуса действия, причём установленных на боевых машинах, имеющих развитые средства самообороны от ракетного и прочего оружия. Существующие системы ПВО изначально проектировались для связи с обзорными РЛС, которые будут быстро уничтожены противорадарными ракетами, и включения собственных секторальных РЛС по полученным данным от обзорной РЛС. Поскольку данные системы существуют много лет, то довольно просто были интегрированны в ЕСУ ТЗ, которая позволяет использовать необычный ранее сценарий раннего обнаружения воздушной атаки множеством мобильных РЛС и оптико-электронных (тепловизионных) средств ближнего радиуса действия, установленных на бронетехнике.
Для интеграции систем ПВО с ЕСУ ТЗ используется программный комплекс «Барнаул-Т», устанавливаемый в пункты управления ПВО. Данный комплекс поддерживает совместимость ЕСУ ТЗ с существующими системами управления ПВО, такими, как «Андромеда-Д».

### Интеграция с артиллерией
В сетецентрическом сценарии резко меняется тактика использования САУ. Если ранее только самые развитые САУ работали с РЛС артиллерийской разведки, то в сетецентрическом сценарии на поле боя появляются сотни РЛС и средств оптического целеуказания, выполняющих функцию поиска целей для артиллерии и корректировки её огня.
Для интеграции ЕСУ ТЗ с системами управления артиллерией используется командно-штабная машина 1В172-2 на базе БМП-3, которая обеспечивает интеграцию ЕСУ ТЗ с существующими системами управления артиллерийским огнём ВС РФ. На программном уровне интеграция с ЕСУ ТЗ осуществляется комплексами «Барнаул-Т» и «Реостат».
Новые артиллерийские системы, такие, как САУ «Мста-СМ» и «Коалиция-СВ», РСЗО «Торнадо-Г», могут подключаться к командным машинам ЕСУ ТЗ непосредственно без необходимости отдельной машины интеграции старых и новых систем управления артиллерии.

### Интеграция с танками
ЕСУ ТЗ поддерживает интеграцию Т-14 и Т-90 в сценарии сетецентрической войны.
В сетецентрическом сценарии меняется взаимодействие командиров танка и наводчиков, которые чаще начинают работать раздельно друг от друга. Наводчик обычно получает цели от более совершенных средств разведки, чем панорамный прицел командира и, причём с большей точностью. Работа командира танка больше акцентирована на поиске целей, которые сложно обнаружить с помощью РЛС или оптических локаторов без участия человека, таких как замаскированные объекты. Отмеченные командиром цели также передаются в АСУ, обеспечивая их поражение не только средствами танка, но и артиллерией или прочими средствами.

### Интеграция с БПЛА

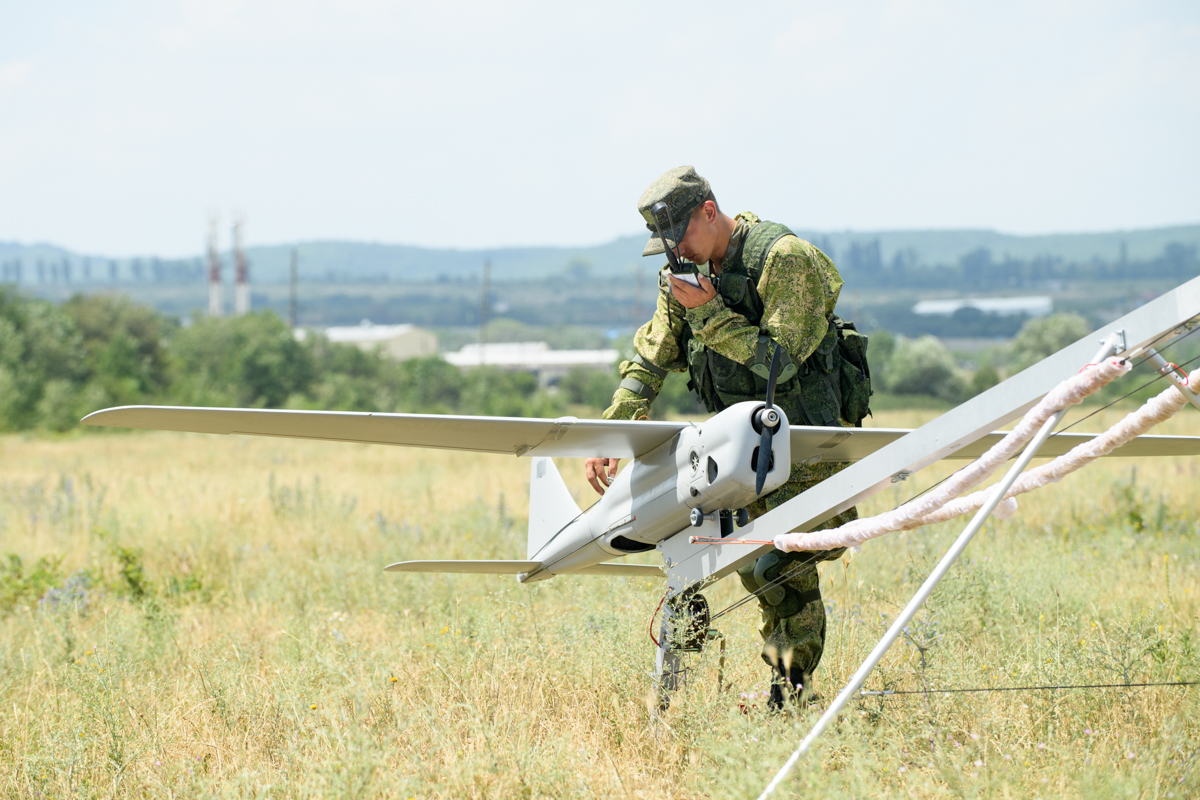
«Орлан-10».

ЕСУ ТЗ имеет интеграцию с разведывательными БПЛА, что позволяет сразу же передать на поражение цели обнаруженные даже малыми БПЛА, такими как Орлан-10 (дальность до 600 км).
Кроме этого, имеется специальный беспилотный конвертоплан «Тайфун-5», который может использоваться в качестве ретранслятора связи для ЕСУ ТЗ на дальность до 100 км.

### Индивидуальные комплекты для пехоты и наводчиков
ЕСУ ТЗ позволяет транслировать боевую обстановку на портативные планшеты пехоты. Кроме этого, наводчики могут через комплект АРМ-Н передавать в ЕСУ ТЗ информацию об обнаруженных целях.

## Командно-штабная машина
Управление средствами разведки целей и их поражения осуществляется с командно-штабных машин Р-149МА1 на базе БТР-80
В состав командно-штабной машины входят УКВ- и КВ-радиостанции с дальностью действия до 25 км и 350 км, соответственно, а также средство связи по предварительно развёрнутым кабелям и выносным антеннам. Сам БТР-80 является только транспортной базой и всё оборудование может быть снято и развёрнуто в полевых условиях, в том числе сам вычислительный комплекс с рабочими местами командного состава, реализованный с помощью 4 военных ноутбуков TS Strong@Master 7020T производства НПО «Техника-Сервис»

## Проблематика защиты навигации и связи в условиях применения РЭБ
Многие эксперты верно указывают на серьёзную проблему защиты от РЭБ в сценарии «сетецентрической войны», где обмен информацией носит ключевой характер. Разработчикам системы ЕСУ ТЗ удалось представить вариант системы, не только работающий в условиях РЭБ, но и управляющий системами радиоэлектронной борьбы, который успешно прошёл полевые испытания. В сценарии «сетецентрической войны» ведётся не только пассивная, но и активная борьба со станциями РЭБ, и предусматривается сценарий работы после полного или почти полного их уничтожения.

### Защита от РЭБ сигналаGPS/GLONASS
В сценарии сетецентрической войны ключевой компонент — это спутниковая навигация. Поэтому встаёт вопрос надёжной защиты приёмников GPS/GLONASS.

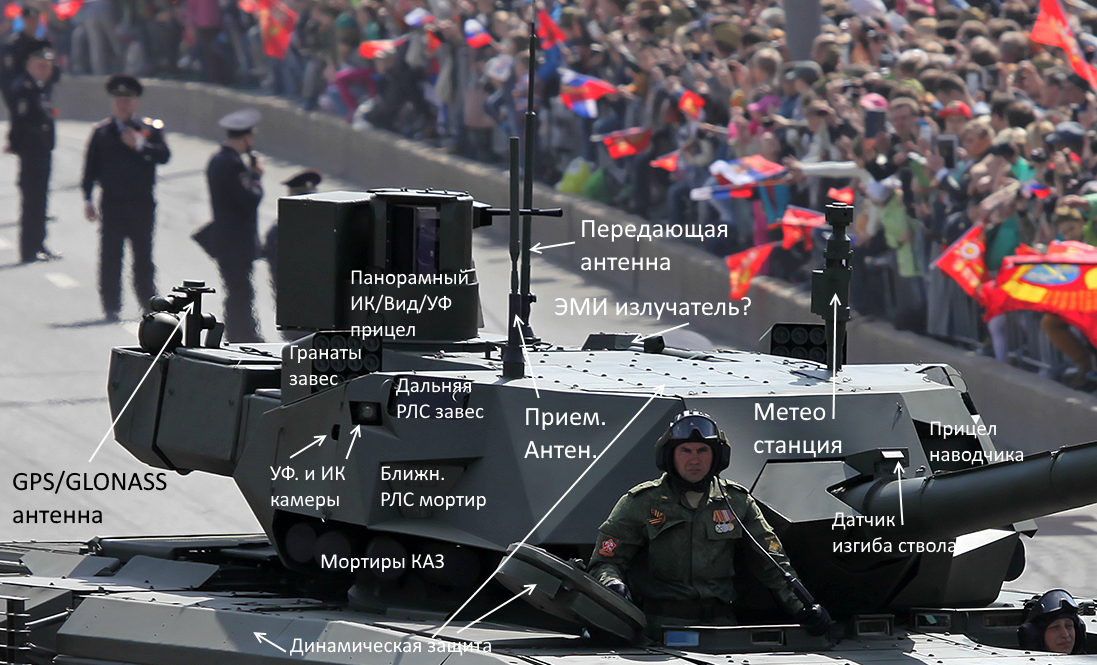
На башне танка Т-14 видна защищённая от РЭБ антенна GPS/GLONASS с массивом спиральных миниантенн в «шляпке», а также раздельные антенны приёма и передачи радиосвязи. На самом Т-14 видно также такое средство РЭБ, как ЭМИ-генератор по выходному излучателю Виркатора

На современном техническом уровне удаётся обеспечить защиту от РЭБ таких приёмников за счёт следующих технологий:
1. Использование круговой поляризации сигнала от спутников и очистка его от шумов РЭБ за счёт фильтрации всех неполяризованных сигналов антеннами со спиральным приёмником[24]
2. Усиление приёма сигнала от спутников за счёт использования множества приёмников со спиральными антеннами, собранными в миниатюрные цифровые антенные решётки[22][24]
3. Очистка средствами микропроцессоров остаточных шумов РЭБ.

На проведённых учениях подразделения войск спутниковой связи переигрывали войска радиоэлектронной борьбы за счёт указанных средств.
Помехозащищённые приёмники навигационных и командных сигналов со спутников обычно легко опознаются по характерной «шляпке» на приёмнике сигнала, в которой размещён миниатюрный массив обычно из 7 элементов, в каждом из которых находится свёрнутая в спираль приёмная антенна для сигнала с круговой поляризацией.

### Защита средств радиосвязи от РЭБ и прослушивания

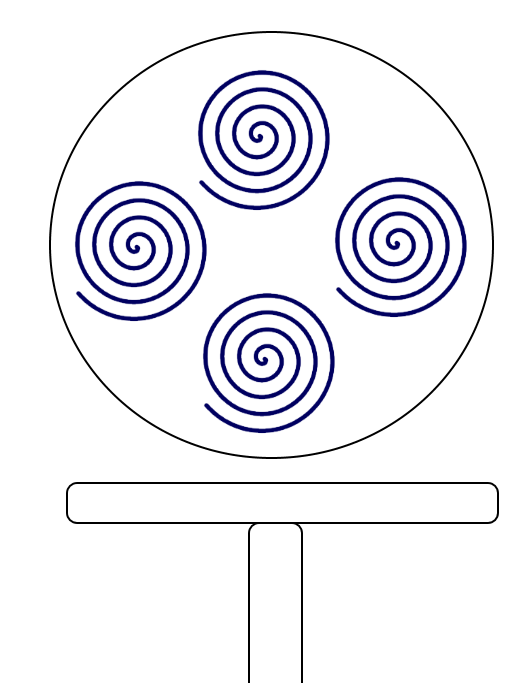
Помехозащённая CRPA-антенна на машинах «Армата». Внутри «шляпки» антенны — массив свёрнутых в спираль антенн, которые видят только сигнал спутников с круговой поляризацией

Короткие команды тактической обстановки могут быть переданы на боевые машины вместе с навигационным сигналом со спутников. Однако данный канал чрезвычайно мал и пригоден для оповещения всех машин на поле боя о появлении важных целей или отдачи общего приказа.
Для передачи основного потока данных с защитой от РЭБ используются следующие средства:
1. Отдельная от передающей антенны антенна приёма сигналов. Чувствительность приёмной антенны должна быть выше, так как с передачей сигнала вопрос решаем через командную машину.
2. Наличие высокочувствительных и направленных на координаты боевых машин антенн на командной машине
3. Наличие направленного излучения на боевые машины от командных машин и обеспечение по мере возможности прямой видимости сети узлов связи друг с другом для этого[19][26]
4. Резкое сокращение объёма передаваемой информации с повышением надёжности передачи её буквально до чисел координат и текстовых сообщений на манер чата или SMS.[11] При этом канал может быть ещё уже, чем для голосовой связи. Например, станция «Акведук» УКВ-диапазона в составе ЕСУ ТЗ в режиме противодействия РЭБ обеспечивает скорость всего 1000—2000 байт (знаков) в секунду, что даже избыточно для передачи координат целей, занимающих несколько байт.[19]

Обычно защищённая от РЭБ связь легко опознаётся на бронемашинах по двум раздельным антеннам радиосвязи, где принимающая выглядит более массивно.
Отметим, что цифровой формат передаваемых данных позволяет их легко зашифровать стандартным алгоритмом ГОСТ Р 34.12-2015, сделав фактически невозможным прослушивание каналов.

### Использование сетей классаWiFiиWiMAXпосле подавления огнём средств РЭБ
Современные сценарии локальных войн показывают, что обычно сценарий сетецентрической войны развёртывается против фактически партизанских войск или войск, у которых средства РЭБ либо отсутствуют, или же быстро уничтожаются, так как средства радиотехнической разведки позволяют очень точно установить координаты постановщиков помех РЭБ и нанести по ним массированный огневой удар. К традиционным триуглярным станциям определения координат работы РЭБ класса Кольчуга или Вега добавляются «охотники за РЭБ», такие как бомбардировщики Су-34 с подвесными модулями «Сыч», для идентификации позиций станций РЭБ и нанесения по ним ракетно-бомбовых ударов.
Очистка каналов связи от РЭБ позволяет расширить их пропускную способность до 54 Мбит/с, что позволяет делать даже видеотрансляции между боевыми машинами. Это резко увеличивает возможности по поиску и целей. в том числе сильно замаскированных, что особенно важно при уничтожении нерегулярных партизанских формирований, когда распознание таких материалов часто возможно в полуавтоматическом режиме путём анализа фото- и видеоматериалов командирами бронемашин.
Также указанный режим высокоскоростной связи важен при тыловом обслуживании боевой техники с целью быстрой загрузки карт местности, передачи данных об поломках ТИУС ремонтным подразделениям, выгрузки данных для разведывательных подразделений, заснятых в боевой обстановке фото- и видеоматериалов с установленных камер, данных РЛС и другой объёмной информации, которую невозможно передать по узким каналам защищённой связи в условиях работы РЭБ.

## Ход разработки и внедрения
Разработка ведётся российским концерном «Созвездие». Генеральный конструктор — Азрет Юсупович Беккиев, заместитель генерального директора «Росэлектроники».
В октябре 2010 года, после завершения 5-дневного исследовательского командно-штабного учения, концерн «Созвездие» сообщил, что работы в рамках ОКР «Созвездие М», начатые в 2001 году, завершены. Учения проходили на подмосковном полигоне Алабино. В них принимала участие 5-я отдельная мотострелковая бригада, в которую фрагменты «ЕСУ ТЗ» стали поступать в 2007 году.
22 декабря 2018 года подписан государственный контракт на поставку изделий для единой системы управления войсками в тактическом звене (ЕСУ ТЗ). Контракт заключен до 2027 года. Согласно нему, [что?] будет осуществлять сопровождение полного жизненного цикла составных элементов системы. ЕСУ ТЗ представляет собой единую систему управления боем, которая включает в себя 11 подсистем, управляющих в том числе системами радиоэлектронной борьбы, артиллерией, ПВО, инженерным и материально-техническим обеспечением, а также единую информационную сеть, в которую интегрированы различные виды связи, в том числе радиорелейная, тропосферная и цифровая.
До 2020 года в войска должны поступить 40 бригадных комплектов ЕСУ ТЗ на общую сумму свыше 300 млрд руб.

## Состав
Основой комплекса первоначально являлось ПЭВМ «Багет», затем — ПЭВМ ЕС1866 отечественного производства, но с применением импортных микросхем. Программное обеспечение комплекса позволяет наносить динамически изменяющуюся тактическую обстановку на электронную карту, отображаемую с помощью ГИС «Интеграция». Обмен информацией производится с помощью аналога почтового клиента, обеспечивающего отправку и приём отдельных файлов.
Для беспроводной передачи данных используются цифровые средства связи семейства «Акведук» УКВ-диапазона, обеспечивающие скорость 1,2—16 килобит в секунду и радиостанции СВЧ-диапазона — для передачи данных в пределах прямой видимости.
В качестве транспортной базы (унифицированных командирских и командно-штабных машин) могут использоваться:
- УКШМ-1 (дивизия-полк): К1Ш1, МТ-ЛБу, БТР-90;
- УКШМ-2 (батальон): БТ без вооружения типа БМП-1, БМП-2, МТ-ЛБм, БТР-80;
- УКМ (рота-отделение): линейные объекты с вооружением типа БТР-80, БМП-1, БМП-2, БМП-3, МТ-ЛБм, К1Ш1, МТ-ЛБу, БТР-90.

Согласно решению Военно-промышленной комиссии при Правительстве Российской Федерации от 24 апреля 2013 года, генеральный директор ОАО «Концерн „Созвездие“» А. Ю. Беккиев назначен генеральным конструктором ЕСУ ТЗ.